# Маргю
Маргю́ (фр. Margut) — коммуна во Франции, находится в регионе Шампань — Арденны. Департамент коммуны — Арденны. Входит в состав кантона Кариньян. Округ коммуны — Седан.
Код INSEE коммуны — 08276.
Коммуна расположена приблизительно в 230 км к востоку от Парижа, в 100 км северо-восточнее Шалон-ан-Шампани, в 45 км к юго-востоку от Шарлевиль-Мезьера.

## Население
Население коммуны на 2008 год составляло 790 человек.
| 1962 | 1968 | 1975 | 1982 | 1990 | 1999 | 2008 |
| ---- | ---- | ---- | ---- | ---- | ---- | ---- |
| 810  | 847  | 809  | 826  | 819  | 836  | 790  |

## Экономика
В 2007 году среди 499 человек в трудоспособном возрасте (15—64 лет) 322 были экономически активными, 177 — неактивными (показатель активности — 64,5 %, в 1999 году было 67,1 %). Из 322 активных работали 275 человек (173 мужчины и 102 женщины), безработных было 47 (22 мужчины и 25 женщин). Среди 177 неактивных 65 человек были учениками или студентами, 34 — пенсионерами, 78 были неактивными по другим причинам.

## Фотогалерея
- Эрмитаж Сен-Вальфруа
- Церковь Сен-Реми
- Часовня рядом с эрмитажем
- Школа